# Gotan project
Gotan Project je pariška glasbena skupina, ki jo sestavljajo glasbeniki Philippe Cohen Solal (Francija), Eduardo Makaroff (Argentina) in Christoph H. Müller (Švica, bivši član skupine Touch El Arab). 
Skupino so ustanovili leta 1999. Debitirali so leta 2000 s skladbo Vuelvo Al Sur/El Capitalismo Foraneo, leta 2001 pa ji je sledil album La Revancha del Tango. Stilno izhajajo iz glasbenih idej tanga, ki pa jih dopolnjujejo z elementi elektronske glasbe.
Ime tria izhaja iz anagrama (zloga prebrana v nasprotno smer) besede »tango« in dodanega »projekt«.

## Diskografija
- 2000 Vuelvo Al Sur/El Capitalismo Foraneo
- 2001 La Revancha del Tango
- 2004 Inspiración Espiración
- 2006 Lunático
- 2006 El Norte

## Videografija
- 2005 La Revancha del Tango Live

## Ostali izvjalci elektronskega tanga
- Bajofondo Tango Club
- Tanghetto
- Otros Aires
- Carlos Libedinsky
- Fernando Montemurro
- San Telmo Lounge
- Ultratango
- Pedro Menendez
- Le Tango
- Kompadritoz